# Enestegårde i Danmark
Ved enestegårde i Danmark forstås en gård, som før landboreformerne lå for sig selv og ikke indgik i et dyrkningsfællesskab. Enestegården adskiller sig derved fra enkeltgården, der nok lå for sig selv, men hvis drift alligevel var underlagt et dyrkningsfællesskab. Til enestegårde regnes ikke herregårde, møller og lignende.
Det har været foreslået, at kriteriet "ligger for sig selv" kræver, at der er mindst 200 m til nærmeste nabobebyggelse. Det har ligeledes være foreslået, at kriteriet "gård" betyder, at der skal være et jordtilliggende på mindst 1 tønde hartkorn. Steder med mindre jord blev i ældre tid kaldt for "enstedbol". Begge kriterier skal være opfyldt. En præstegård beliggende i en landsby men med sin jord udskiftet fra det øvrige fællesskab, vil opfylde det sidstnævnte men ikke det førstnævnte krav. Bebyggelser bestående af to gårde betragtes i forskningen ofte som to enkeltgårde.
Når der tales om enkelt- og enestegårde må der tidsmæssigt refereres til tiden før landboreformerne, da formålet med disse reformer netop var at give hver gård et eget jordtilliggende (og dermed gøre dem til enestegårde), og da mange gårde blev udflyttede i forbindelse med eller forlængelse af landboreformerne, ligesom senere udstykninger har skabt nye enestegårde.
Enkeltgårde forekommer i hele landet. De er af uens alder, for langt de flestes vedkommende sikkert opståede som udflytterbebyggelse fra landsbyer og derfor beliggende i de områder, som ikke hørte under landsbyfællesskabet, det vil sige på gamle overdrev. De områder, hvor vilkårene for enkeltgårdsbebyggelse var bedst, og hvor de udgjorde den største andel af landbrugsbebyggelsen, var derfor sådanne områder, som ikke begunstigede landsbyer, især tidligere overdrevs- og skovområder, hvor bevoksningen skulle ryddes og jorden opdyrkes fra grunden af. Sådanne områder var ofte bakkede, riftede og ujævne. Der har utvivlsomt til alle tider, helt tilbage til middelalderens begyndelse, været folk, der har været parate til at gøre forsøget med at klare sig selv, også selvom mange enkelt- og enestegårde nedlagdes igen, blandt andet under indtryk af sygdomsepidemier eller krige. Kun Bornholm og en del af Vestjylland var områder med enestegårde helt tilbage til middelalderens begyndelse.
Ved siden af "normale" enestegårde, hvis hovedformål er landbrug, har eksisteret en række gårde opståede i forbindelse med bestemte formål, fx færgegårde, præstegårde, Sankt Jørgensgårde (det vil sige spedalskhedssygehuse) og gårde i tilknytning til fx oprettelse af teglværker samt lystgårde, der fungerede som landsteder.